# Liste der Stolpersteine in Ihlienworth
Die Liste der Stolpersteine in Ihlienworth enthält alle Stolpersteine, die im Rahmen des gleichnamigen Kunst-Projekts von Gunter Demnig in Ihlienworth verlegt wurden. Mit ihnen soll der Opfer des Nationalsozialismus gedacht werden, die in Ihlienworth lebten und wirkten. Bei bisher einer Verlegung im Juli 2014 wurde ein Stolperstein verlegt. (Stand: Juni 2019)

## Liste der Stolpersteine
| Bild      | Adresse | Verlegedatum     | Person, Inschrift | Anmerkung |
| --------- | --- | ---------------- | ----------------- | --- |
| Georg Arp | Hier wohnte Georg Arp Jg. 1890 verhaftet 1943 ’Wehrkraftzersetzung’ Gefängnis Cuxhaven 1944 Aktion ’Gitter’ Gefängnis Berlin-Moabit ermordet 26.1.1945 | Hauptstraße 38 · | 17. Juli 2014     | Georg Arp wurde am 25. Januar 1890 in Steinau geboren. Er war Gastwirt in Ihlienworth. Am 10. Februar 1943 wurde er wegen kritischer Äußerungen über die Wehrmacht verhaftet, wegen Wehrkraftzersetzung angeklagt und zu 15 Monaten Haft verurteilt. In der Gefangenschaft war er vom 31. Dezember 1943 bis 12. Mai 1944 in Cuxhaven inhaftiert. Nach seiner Freilassung wurde er nach der Aktion Gitter am 29. November 1944 erneut verhaftet und am 20. Dezember 1944 in das Zuchthaus Celle und weiter in das Gefängnis Berlin-Moabit verlegt. Offiziell verstarb Georg Arp am 26. Januar 1945 an einer angeblich Lungenentzündung und einer Magenepidemie. Tatsächlich stellte sich jedoch nach Zeugenaussagen seines Zellengenossen heraus, dass er nicht krank war und womöglich mit fünf weiteren Häftlingen erhängt wurde. Sein Grab befindet sich in Berlin-Moabit und wird vom Berliner Senat als Grabmal eines Opfers des Faschismus gepflegt. Das Hafturteil wurde am 28. Juli 1952 aufgehoben und für ungültig erklärt. Eine Wiedergutmachung erfolgte nicht. |

## Verlegungen
- 17. Juli 2014: ein Stolperstein an einer Adresse[2]